# Down (District)
Down (irisch An Dún) war einer der 26 nordirischen Districts, die von 1973 bis 2015 bestanden, und umfasste einen Teil der traditionellen Grafschaft Down. Im Distrikt lagen neben dem Verwaltungssitz Downpatrick die Orte Ardglass, Ballynahinch, Castlewellan, Clough, Crossgar, Dundrum, Killough, Killyleagh, Newcastle, Saintfield, Seaforde und Strangford. Zum 1. April 2015 ging er im neuen District Newry, Mourne and Down auf.

## Down Council
Die Wahl zum Down Council am 11. Mai 2011 hatte folgendes Ergebnis:
| Partei | Partei                                    | Ergebnis 2011 | Ergebnis 2011 | Veränderung zu 2005 | Veränderung zu 2005 |
| Partei | Partei                                    | Sitze         | Stimmen       | Sitze               | Stimmen             |
| ------ | ----------------------------------------- | ------------- | ------------- | ------------------- | ------------------- |
|        | Social Democratic and Labour Party (SDLP) | 9             | 34,2 %        | −1                  | −3,3 %              |
|        | Sinn Féin                                 | 5             | 22,9 %        | 0                   | −0,2 %              |
|        | Democratic Unionist Party (DUP)           | 3             | 16,4 %        | 0                   | 0,1 %               |
|        | Ulster Unionist Party (UUP)               | 3             | 13,2 %        | −1                  | −4,1 %              |
|        | Alliance Party                            | 1             | 4,9 %         | 1                   | 2,8 %               |
|        | Green Party                               | 1             | 4,1 %         | 0                   | 0,8 %               |
|        | Unabhängige                               | 1             | 4,3 %         | 1                   | 4,3 %               |